# P-500 Bazalt
El P-500 Bazalt (en ruso: П-500 «Базальт». En inglés: basalto)  es un misil supersónico, propulsado por cohetes,  usado por las  armadas soviética y rusa. Su designación GRAU es 4K80, y su designación OTAN es SS-N-12 Sandbox.

## Historia
Desarrollado por OKB-52 MAP (más tarde NPO Mashinostroyeniya), entró en servicio en 1973 para reemplazar al SS-N-3 Shaddock. El P-500 Bazalt se desplegó por primera vez en 1975 en el Portaaviones Kiev, en la cubierta de la nave, dentro de grandes silos lanzadores que lo mantenían seguros y, más tarde, se añadió tanto a los submarinos clase Echo II y  clase Juliett, para ser lanzados en forma vertical desde la superficie. 
Una versión del P-500 con una mejor sistema de orientación y motores se utiliza en los cruceros clase Slava. Los dieciséis lanzadores dominan las cubiertas de la clase. Los únicos barcos que siguen con el sistema P-500 Bazalt son los cruceros clase Slava. 
El primer barco de la clase, en servicio en 1983, se sometió a una revisión a fondo en la década de 1990 y recibió el nombre de Moskva. Sirve en la Flota del Mar Negro de la Armada Rusa. La Flota del Norte la opera el mariscal Ustinov, encargado en 1986, mientras que la Flota del Pacífico la opera el Varyag, encargado en 1989. 
Según fuentes no confirmadas, el último fue re-armado con el sistema P-1000 (véase más adelante). Los dos primeros barcos (y posiblemente los tres) tienen una batería de 16 lanzadores de misiles P-500 Bazalt, que pueden ser dirigidas a objetivos con la ayuda de helicópteros Ka-27 "Helix". 
Un cuarto crucero, el ucraniano Ukraina, estaba armado con el sistema P-500. La nave se completó a finales de 2001, pero después de largas deliberaciones, nunca entró en servicio con la armada ucraniana. Declarada libre, ahora se vende en el extranjero.

## Descripción

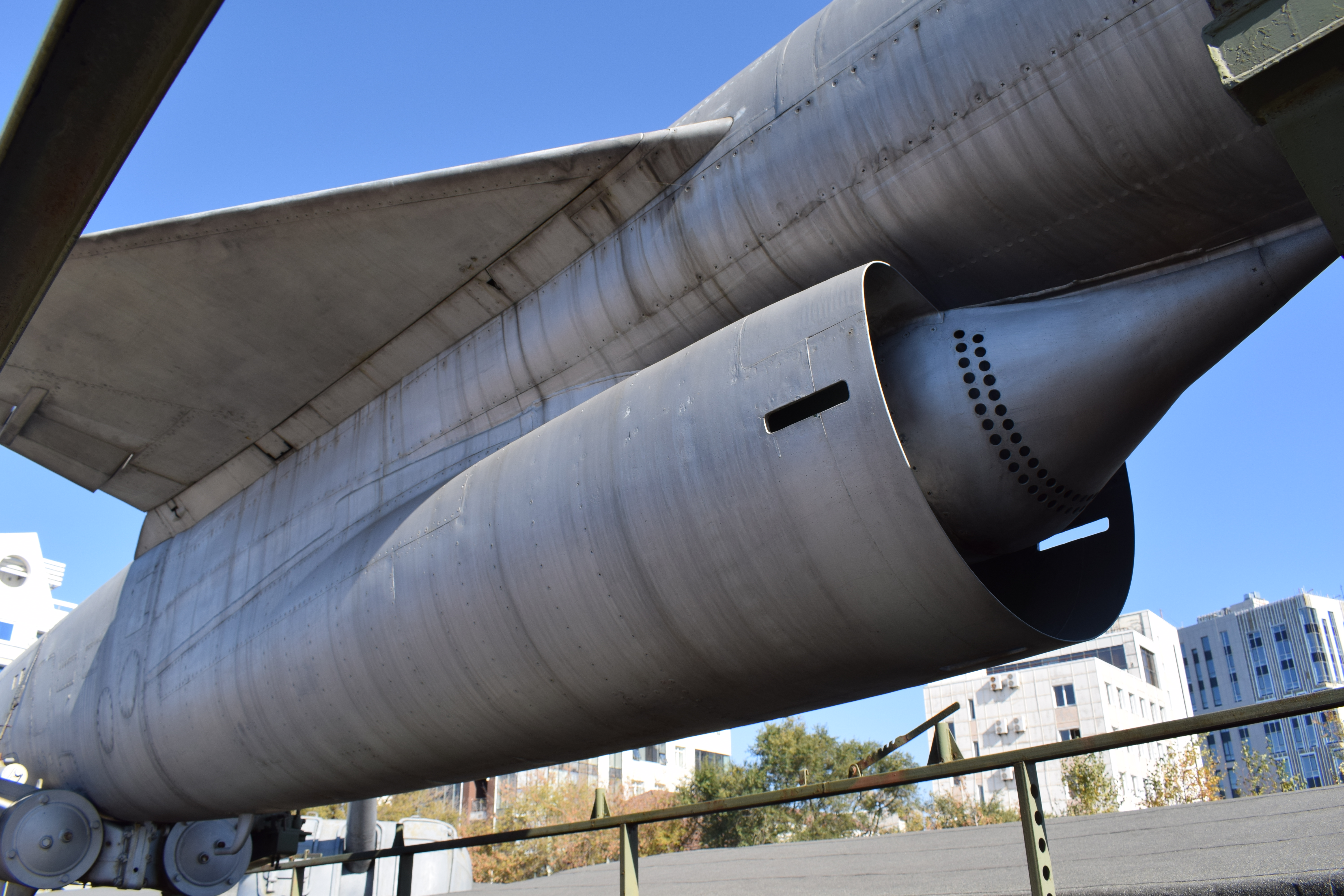
Admisión de aire

El P-500 Bazalt tiene una autonomía de 550 km y una carga útil de 1000 kg, lo que le permite llevar una cabeza nuclear de 350 kT o una de 950 kg de alto explosivo semi-perforante. Actualmente, sólo la versión convencional permanece en servicio. El P-500 Bazalt utiliza localización por radar activo de orientación terminal, y puede recibir corrección en mitad del proceso por aviones Tu-95D, helicópteros Ka-25B y Ka-27B.
Los misiles estaban destinados a ser utilizados en salvas; un submarino podría lanzar ocho en rápida sucesión. Se mantiene el control de cada uno a través de un enlace de datos por separado. En vuelo, el grupo podrían coordinar sus acciones, volando hasta 7.000 m (23.000 pies) y utilizando su radar activo para buscar objetivos. La transmisión de estos datos se efectúa a los otros misiles que se mantendrían a baja altura. Los misiles son programados para que la mitad de una salva acometa a gran altitud a un destino, preferentemente un portaaviones, con el resto dividiéndose entre otras naves como blancos de oportunidad. Si algún misil de gran altitud fuese derribado, otro de la andanaba se ocupará automáticamente de ocupar su lugar. Todos los misiles cambiaran a radar activo, durante la fase terminal del ataque.

## P-1000 Vulkan

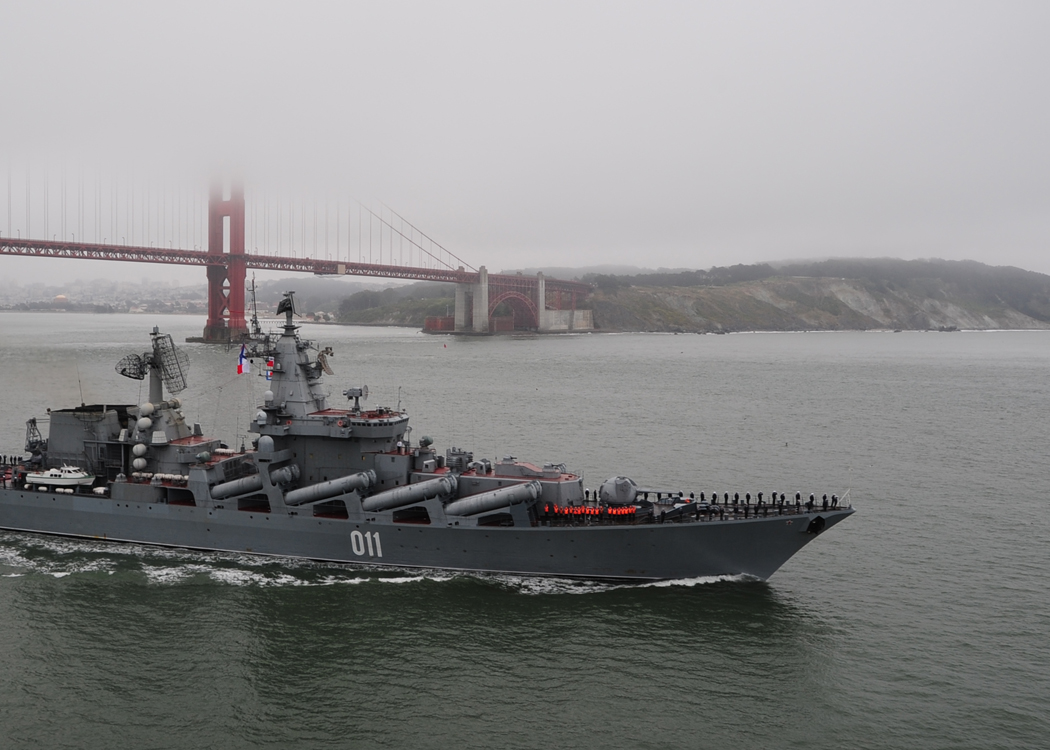
Ocho pares de contenedores de P-500 son un rasgo distintivo de los cruceros clase Slava. El Varyag pudo haber sido actualizado a P-1000 Vulkan.

Una versión mejorada del P-500 se ha instalado en tres submarinos Echo II hacia el final de la Guerra Fría. El P-1000 Vulkan (GRAU 3M70) vuela más rápido (Mach 2.3 a 2.5) y su autonomía se extendió hasta 700 km. Se reemplazaron los componentes de acero por titanio, para reducir el peso con un sistema de propulsión mejorada. Parece utilizar un sistema de control de fuego similar al del P-500, con radares Argon-KV y Argument.
El P-1000 fue ordenado el 15 de mayo de 1979 a la NPO Mashinostroyeniya Chelomey, volando por primera vez en julio de 1982, siendo aceptado para el servicio el 18 de diciembre de 1987. Se instaló en tres submarinos de la clase Echo II, de la Flota del Norte entre 1987 y 1993. Y la conversión de dos unidades de la Flota del Pacífico, el K-10 y K-34, fue abandonada debido a la falta de fondos. De los submarinos que no recibieron el P-1000, el K-1 fue dado de baja después de un accidente en el reactor, en 1989. El K-35 fue dañado en 1993 y el K-22 en 1995. Se cree que el P-1000 se ha instalado en el crucero clase Slava Varyag, y algunas fuentes informan de misiles P-1000 en su gemelo, el Moskva.
El P-1000 Vulkan fue uno de los misiles más misteriosos de servicio soviético. También fue el último misil ruso que requiere que el submarino se encuentre en la superficie para su lanzamiento. Su existencia nunca fue descubierta por la OTAN, a pesar de que estaba en funcionamiento en cinco submarinos<ref group='nota'>. Su desarrollo inició en mayo de 1979, y se sometió a pruebas a mediados de la década de 1980. El P-1000 se introdujo en servicio cerca de 1987. A finales de 1980, cinco submarinos de la clase Echo II fueron modernizados para dar cabida al nuevo sistema del P-1000 Vulkan, pero los cinco fueron retirados del servicio a mediados de la década de 1990. Por lo tanto, era en el servicio de primera línea para solo unos siete u ocho años (a menos que haya sido instalado en el Varyag). La configuración interna es similar a la del misil 4K44 con buscador de radar en la nariz (esto para tener un mejor desempeño CCME) y el sistema de guía de Argón, que fue el primer sistema soviético que cuentan con un ordenador digital a bordo, y que, en modo terminal, permite al solicitante para seleccionar los objetivos específicos. Un grande está instalado y se cree había una cabeza nuclear de 350 kT alternativa, pero esto se ha eliminado. En la parte trasera está el turborreactor KP-17-300.

## Desarrollos relacionados
El P-700 Granit (designación OTAN SS-N-19 Shipwreck) fue basado parcialmente en el  SS-N-12, pero con un motor turbojet y una célula ostensiblemente modificada.

## Operadores

Boceto de un Bazalt

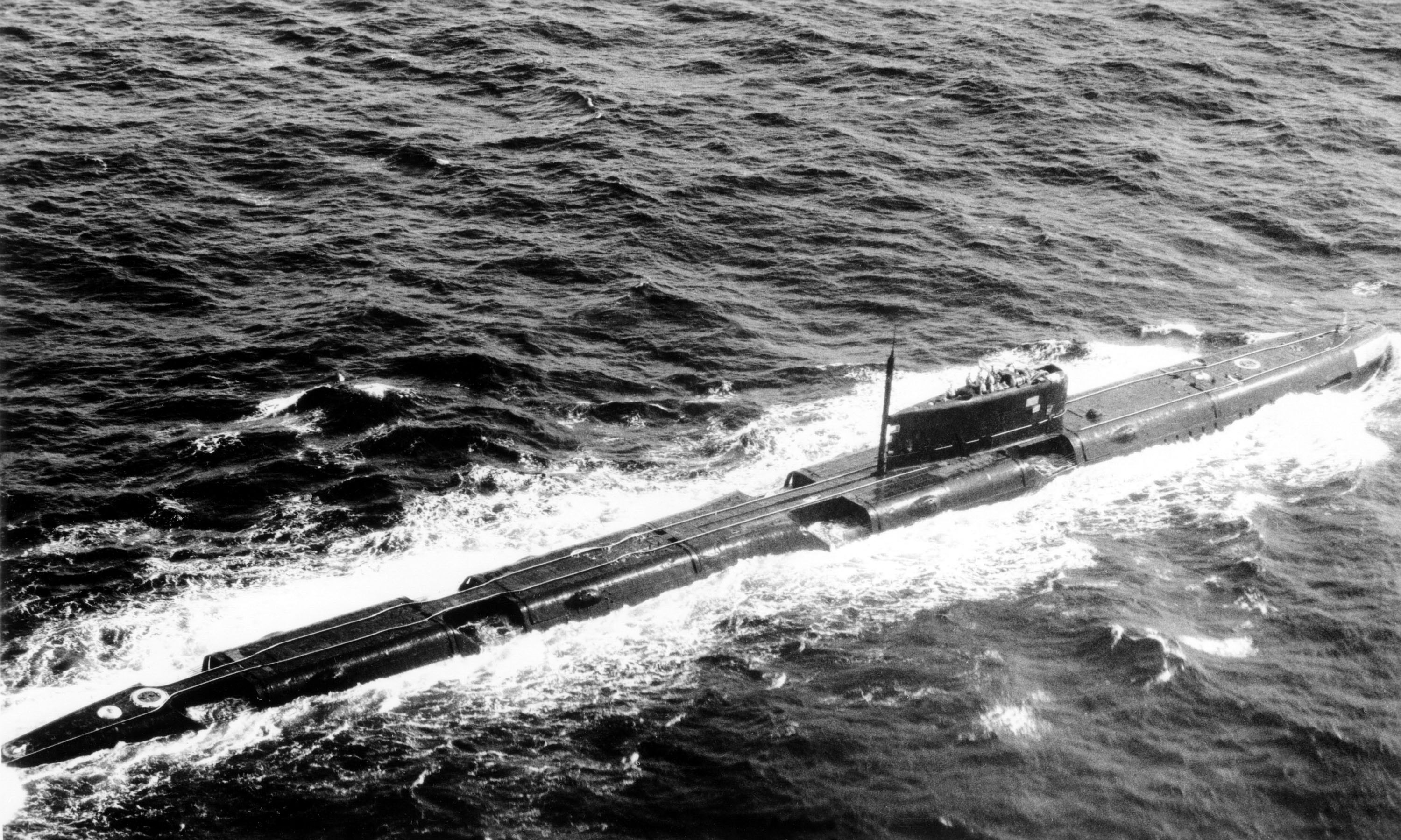
Catorce submarinos Echo II pasaron a llevar el P-500, y tres de ellos recibieron el P-1000 Vulkan.

Actuales
 Rusia
- Armada Rusa

Antiguos
 Unión Soviética
- Armada Soviética

### Desarrollos relacionados
- P-700 Granit

### Misiles similares
- Harpoon
- P-800 Ónix
- MBDA Exocet
- RBS-15
- MBDA Otomat
- Penguin

### Listas relacionadas
- Anexo:Misiles tierra-tierra